# Liste des conseillers régionaux de Picardie
 (octobre 2011).
Si vous disposez d'ouvrages ou d'articles de référence ou si vous connaissez des sites web de qualité traitant du thème abordé ici, merci de compléter l'article en donnant les références utiles à sa vérifiabilité et en les liant à la section « Notes et références ».
Le conseil régional de Picardie siégeait à Amiens, au 11 Mail Albert 1er en face du Cirque municipal, et était présidé par le socialiste Claude Gewerc entre son élection 2004 jusqu'au 31 décembre 2015, avant que la fusion entre le Nord-Pas-de-Calais et la Picardie deviennent les Hauts-de-France  au 1er janvier 2016.

## Évolution de l'assemblée régionale en 1986 et 2015

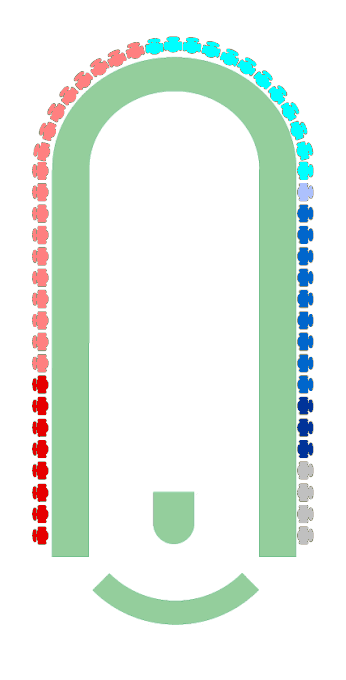
1986
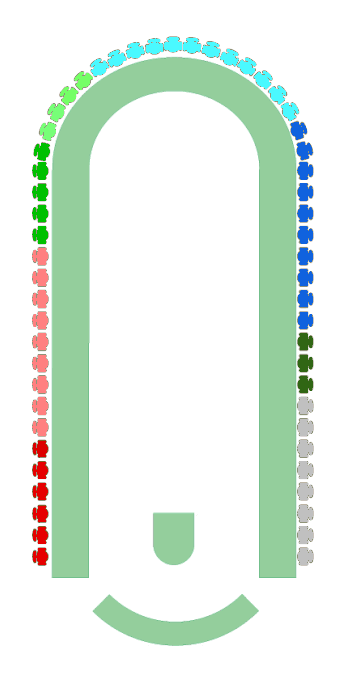
1992
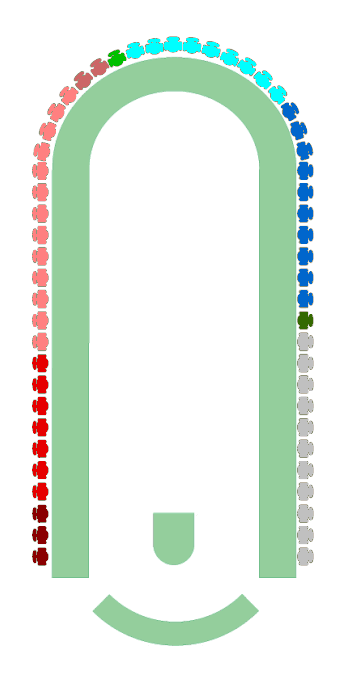
1998
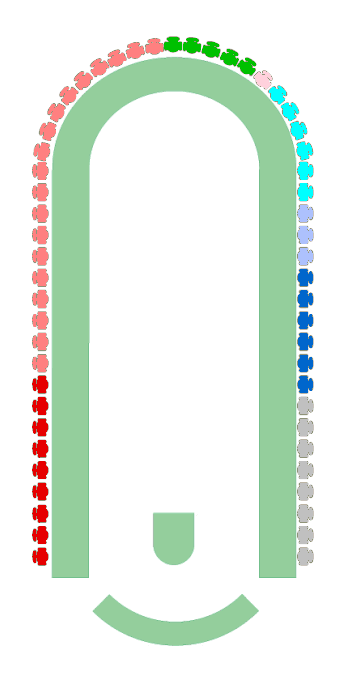
2004
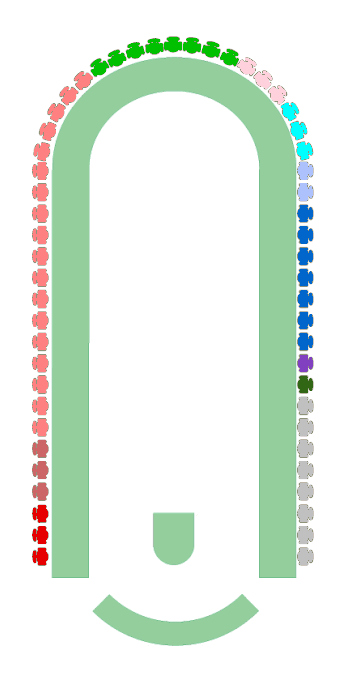
2010

## Élections Régionales de 2010
| Tête de liste  | Tête de liste       | Liste                                             | Premier tour | Premier tour | Second tour | Second tour | Sièges | Sièges |
| Tête de liste  | Tête de liste       | Liste                                             | #            | %            | #           | %           | #      | %      |
| -------------- | ------------------- | ------------------------------------------------- | ------------ | ------------ | ----------- | ----------- | ------ | ------ |
|                | Claude Gewerc*      | PS et alliés                                      | 153 044      | 26,64        | 310 672     | 48,28       | 35     | 61,40  |
|                | Christophe Porquier | EÉ                                                | 57 343       | 9,98         | 310 672     | 48,28       | 35     | 61,40  |
|                | Caroline Cayeux     | Majorité présidentielle                           | 149 007      | 25,94        | 208 673     | 32,43       | 14     | 24,56  |
|                | Michel Guiniot      | FN                                                | 90 802       | 15,81        | 124 177     | 19,30       | 8      | 14,04  |
|                | Maxime Gremetz      | Colère et espoir (communistes dissidents picards) | 35 643       | 6,20         |             |             |        |        |
|                | Thierry Aury        | FG - Alternatifs - PCOF - DVG                     | 30 721       | 5,35         |             |             |        |        |
|                | France Mathieu      | MoDem - AEI - Cap21                               | 21 486       | 3,74         |             |             |        |        |
|                | Sylvain Desbureaux  | NPA                                               | 17 269       | 3,01         |             |             |        |        |
|                | Thomas Joly         | PDF - MNR                                         | 11 624       | 2,02         |             |             |        |        |
|                | Roland Szpirko      | LO                                                | 7 555        | 1,32         |             |             |        |        |
|                |                     |                                                   |              |              |             |             |        |        |
| Inscrits       | Inscrits            | Inscrits                                          | 1 321 513    | 100,00       | 1 321 067   | 100,00      |        |        |
| Abstention     | Abstention          | Abstention                                        | 719 286      | 54,43        | 645 218     | 48,84       |        |        |
| Votants        | Votants             | Votants                                           | 602 227      | 45,57        | 675 849     | 51,16       |        |        |
| Blancs et nuls | Blancs et nuls      | Blancs et nuls                                    | 27 733       | 4,61         | 32 327      | 4,76        |        |        |
| Exprimés       | Exprimés            | Exprimés                                          | 574 494      | 40,96        | 643 522     | 46,40       |        |        |

* liste du président sortant

### Répartition des sièges entre 2010 et 2015
| Parti | Parti                               | Nombre de sièges | Groupe                                 |
| ----- | ----------------------------------- | ---------------- | -------------------------------------- |
|       | Mouvement Unitaire Progressiste     | 3                | Communistes et Progressistes Unitaires |
|       | Parti Socialiste                    | 18               | Socialiste, Républicain et Citoyen     |
|       | Initiative Démocratique de Gauche   | 1                | Socialiste, Républicain et Citoyen     |
|       | Mouvement Républicain et Citoyen    | 2                | Socialiste, Républicain et Citoyen     |
|       | Parti Radical de Gauche             | 3                | Parti radical de gauche                |
|       | Europe Écologie - Les Verts         | 8                | Europe Écologie                        |
|       | Total Gauche                        | 35               | 60,34 %                                |
|       | Nouveau Centre                      | 3                | Envie de Picardie                      |
|       | Union pour un Mouvement Populaire   | 7                | Envie de Picardie                      |
|       | Divers Droite                       | 2                | Envie de Picardie                      |
|       | Chasse, Pêche, Nature et Traditions | 1                | Envie de Picardie                      |
|       | Mouvement Pour la France            | 1                | Envie de Picardie                      |
|       | Total Droite                        | 14               | 24,14 %                                |
|       | Front National                      | 8                | Front National                         |
|       | Total Extrême-Droite                | 8                | 13,79 %                                |

## Élections Régionales de 2004
| Tête de liste  | Tête de liste     | Liste                | Premier tour | Premier tour | Second tour | Second tour | Sièges | Sièges |
| Tête de liste  | Tête de liste     | Liste                | #            | %            | #           | %           | #      | %      |
| -------------- | ----------------- | -------------------- | ------------ | ------------ | ----------- | ----------- | ------ | ------ |
|                | Gilles de Robien* | UDF - UMP            | 247 425      | 32,26        | 299 518     | 35,87       | 15     | 26,4   |
|                | Claude Gewerc     | PS - Les verts - PRG | 210 338      | 27,42        | 379 663     | 45,47       | 34     | 59,6   |
|                | Maxime Gremetz    | PCF                  | 83 282       | 10,86        | 379 663     | 45,47       | 34     | 59,6   |
|                | Michel Guiniot    | FN                   | 175 940      | 22,94        | 155 858     | 18,66       | 8      | 14,0   |
|                | Roland Szpirko    | LO - LCR             | 49 995       | 6,52         |             |             |        |        |
|                |                   |                      |              |              |             |             |        |        |
| Inscrits       | Inscrits          | Inscrits             | 1 279 094    | 100,00       | 1 279 001   | 100,00      |        |        |
| Abstention     | Abstention        | Abstention           | 469 385      | 36,70        | 414 264     | 32,39       |        |        |
| Votants        | Votants           | Votants              | 809 709      | 63,30        | 864 737     | 67,61       |        |        |
| Blancs et nuls | Blancs et nuls    | Blancs et nuls       | 42 729       | 5,28         | 29 698      | 3,43        |        |        |
| Exprimés       | Exprimés          | Exprimés             | 766 980      | 58,02        | 835 039     | 64,18       |        |        |

Les listes PS et PCF ont fusionné entre les deux tours
La Picardie bascule à gauche à la faveur d'une triangulaire et grâce au ralliement de la liste communiste à la liste socialiste, malgré le fait qu'elle aurait pu se maintenir au second tour (seuil de 10 % atteint). Le ministre de l'éducation nationale, Gilles de Robien, est largement battu.

### Répartition des sièges de 2004 à 2010
| Parti | Parti                              | Nombre de sièges | Groupe                          |
| ----- | ---------------------------------- | ---------------- | ------------------------------- |
|       | Parti Communiste Français          | 9                | Communistes et Républicains     |
|       | Parti Socialiste                   | 18               | Picardie à Gauche               |
|       | Parti Radical de Gauche            | 2                | Verts et Radicaux               |
|       | Les Verts                          | 5                | Verts et Radicaux               |
|       | Total Gauche                       | 34               | 58,62 %                         |
|       | Union pour la Démocratie Française | 6                | Aimer la Picardie               |
|       | Union pour un Mouvement Populaire  | 6                | Aimer la Picardie               |
|       | Divers Droite                      | 3                | Aimer la Picardie               |
|       | Total Droite                       | 15               | 25,86 %                         |
|       | Front National                     | 8                | Front National pour la Picardie |
|       | Total Extrême-Droite               | 8                | 13,79 %                         |

## Élections Régionales de 1998
|                | Gauche Plurielle PS- PCF-PRG        | 226 395        | 30,49     | 22     | 38,60 |  |  |  |
|                | RPR-UDF*                            | 210 509        | 28,35     | 19     | 33,33 |  |  |  |
|                | Front national                      | 137 150        | 18,47     | 11     | 19,30 |  |  |  |
|                | LO                                  | 50 684         | 6,83      | 3      | 5,26  |  |  |  |
|                | Chasse, pêche, nature et traditions | 36 685         | 4,94      | 1      | 1,75  |  |  |  |
|                | Les Verts                           | 35 562         | 4,79      | 1      | 1,75  |  |  |  |
|                | GE-MEI-Divers écologistes           | 26 022         | 3,50      |        |       |  |  |  |
|                | Divers droite                       | 6 735          | 0,91      |        |       |  |  |  |
|                | Mouvement pour la France            | 6 626          | 0,89      |        |       |  |  |  |
|                | Divers                              | 5 863          | 0,79      |        |       |  |  |  |
|                |                                     |                |           |        |       |  |  |  |
| Inscrits       | Inscrits                            | Inscrits       | 1 258 369 | 100,00 |       |  |  |  |
| Abstentions    | Abstentions                         | Abstentions    | 479 039   | 38,07  |       |  |  |  |
| Votants        | Votants                             | Votants        | 779 330   | 65,40  |       |  |  |  |
| Blancs et nuls | Blancs et nuls                      | Blancs et nuls | 36 829    | 4,73   |       |  |  |  |
| Exprimés       | Exprimés                            | Exprimés       | 742 231   | 95,27  |       |  |  |  |

* liste du président sortant

### Répartition des sièges de 1998 à 2004
| Parti | Parti                               | Nombre de sièges | Groupe                    |
| ----- | ----------------------------------- | ---------------- | ------------------------- |
|       | Parti Communiste Français           | 7                | Communistes et Apparentés |
|       | Parti Socialiste                    | 13               | Socialiste                |
|       | Mouvement Des Citoyens              | 2                | MDC - Vert                |
|       | Les Verts                           | 1                | MDC - Vert                |
|       | Total Gauche                        | 23               | 39,65 %                   |
|       | Union pour la Démocratie Française  | 9                | UDF                       |
|       | Rassemblement Pour la République    | 10               | RPR                       |
|       | Chasse, Pêche, Nature et Traditions | 1                | RPR                       |
|       | Total Droite                        | 20               | 34,48 %                   |
|       | Front National                      | 11               | Front National            |
|       | Total Extrême-Droite                | 11               | 18,95 %                   |
|       | Lutte Ouvrière                      | 3                | Lutte Ouvrière            |
|       | Total Extrême-Gauche                | 3                | 05,17 %                   |

## Répartition des sièges de 1992 à 1998
| Parti | Parti                               | Nombre de sièges | Groupe                |
| ----- | ----------------------------------- | ---------------- | --------------------- |
|       | Parti Communiste Français           | 6                | Communiste            |
|       | Parti Socialiste                    | 9                | Socialiste            |
|       | Les Verts                           | 5                | Écologie Indépendante |
|       | Génération Écologie                 | 4                | Ecologiste            |
|       | Total Gauche                        | 24               | 41,38 %               |
|       | Union pour la Démocratie Française  | 10               | Union Pour la France  |
|       | Rassemblement Pour la République    | 12               | Union Pour la France  |
|       | Chasse, Pêche, Nature et Traditions | 3                | CPNT                  |
|       | Total Droite                        | 25               | 43,10 %               |
|       | Front National                      | 8                | Front National        |
|       | Total Extrême-Droite                | 8                | 13,79 %               |

## Répartition des sièges de 1986 à 1992
| Parti | Parti                              | Nombre de sièges | Groupe                  |
| ----- | ---------------------------------- | ---------------- | ----------------------- |
|       | Parti Communiste Français          | 8                | Communiste              |
|       | Parti Socialiste                   | 18               | Socialiste              |
|       | Total Gauche                       | 26               | 47,27 %                 |
|       | Union pour la Démocratie Française | 12               | RPR-UDF-CNI-Indépendant |
|       | Rassemblement Pour la République   | 9                | RPR-UDF-CNI-Indépendant |
|       | Divers Droite                      | 1                | RPR-UDF-CNI-Indépendant |
|       | Centre National des Indépendants   | 3                | RPR-UDF-CNI-Indépendant |
|       | Total Droite                       | 25               | 45,45 %                 |
|       | Front National                     | 4                | Front National          |
|       | Total Extrême-Droite               | 4                | 7,27 %                  |

## Anciens présidents du conseil régional
| Période | Période | Identité        | Étiquette | Qualité |
| ------- | ------- | --------------- | --------- | ------- |
| 1974    | 1976    | Jean Legendre   | CNIP      |         |
| 1976    | 1978    | Charles Baur    | UDF       |         |
| 1978    | 1979    | Max Lejeune     | PSD       |         |
| 1979    | 1980    | Jacques Mossion | DVD       |         |
| 1980    | 1981    | Raymond Maillet | PCF       |         |
| 1981    | 1983    | René Dosière    | PS        |         |
| 1983    | 1985    | Walter Amsallem | PS        |         |
| 1985    | 2004    | Charles Baur    | UDF       |         |
| 2004    | 2015    | Claude Gewerc   | PS        |         |